# Cornelius Vanderbilt III

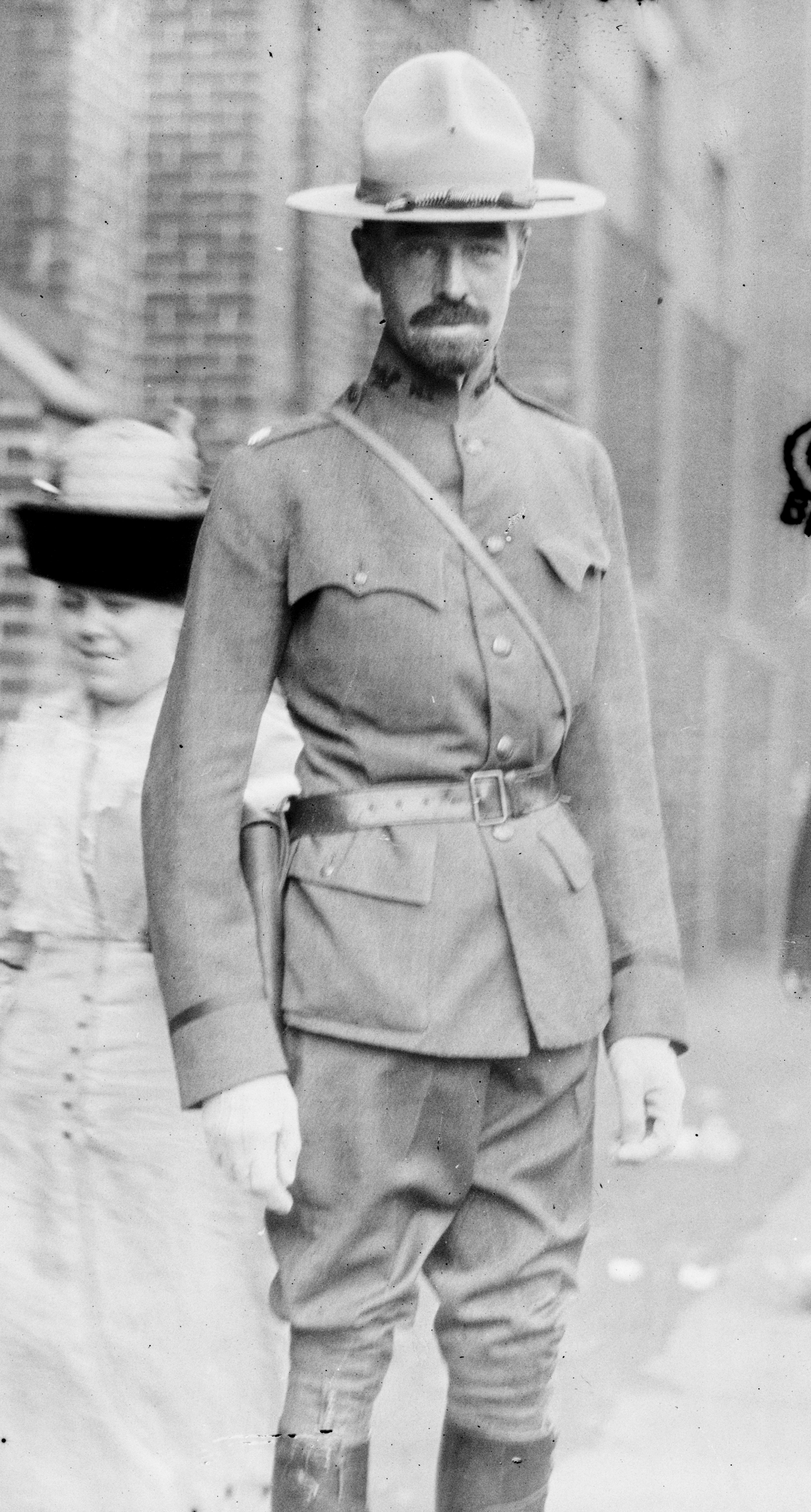
Cornelis Vanderbilt III tussen 1910-1915

Cornelius Vanderbilt III (New York, 5 september 1873 - op zee nabij Miami Beach, 1 maart 1942) was een lid van de steenrijke Amerikaanse familie van Nederlandse afkomst Vanderbilt. Hij werd bekend als generaal, uitvinder, ingenieur en stond bekend als "Neily".
Zijn overgrootvader Cornelius Vanderbilt was de stichter van een spoorwegimperium. Zijn vader heette eveneens Cornelius Vanderbilt II en zijn moeder Alice Claypoole Gwynne. Nadat hij aan de Yale universiteit zijn Bachelor of Arts had gehaald in 1895, wilde hij -tegen zijn vaders wil in- trouwen met Grace Graham Wilson wat hij ook in augustus 1896 deed. Hij bleef daarna op Yale doorstuderen en haalde Bachelors in filosofie en werktuigbouw. Mede omdat de familie grote spoorwegondernemingen had trok dit laatste vak hem bijzonder aan.
Het feit dat hij tegen zijn vaders wil getrouwd was en ook niet bij alle broers en zusters goed lag, leidde ertoe dat zijn vader bij diens overlijden in 1899 slechts een in verhouding klein bedrag (500.000 dollar en een inkomen uit een fonds van 1 miljoen dollar) aan deze zoon naliet. Zijn broer Alfred Gwynne Vanderbilt die maar liefst 70 miljoen dollar had geërfd, maar dit deels ongedaan maakte door hem 6 miljoen dollar te schenken. Zijn oom George Washington Vanderbilt was hem ook welgezind en liet hem een groot huis na Fifth Avenue in New York na. Pas na 27 jaar verzoende zijn moeder zich met hem en hun huwelijksband hield levenslang stand. Ze kregen twee kinderen Cornelis Vanderbilt IV en Grace Vanderbilt. 
Neily Vanderbilt was een inventief persoon op mechanica en in het bijzonder met locomotieven. Hij patenteerde meer dan 30 uitvindingen, waarvan enkele hem een royaal inkomen opleverde. Samen met zijn zakenpartner August Belmont, Jr. zag hij de mogelijkheden van de al gebouwde metro's van Parijs en Londen en stichtte met hem de Interborough Rapid Transit Company voor de eerste aanleg van metro in New York.
In 1901 werd hij 2e luitenant in het Twelfth Infantry Regiment of the New York National Guard en bleef 33 jaar in militaire dienst. Hij vocht in de grensoorlog met Mexico in 1916 en diende daarna in de Eerste Wereldoorlog overzee in de 102nd Engineers. Uiteindelijk werd hij brigadegeneraal van de 25th Infantry Brigade in Europa. Hij werd daarvoor onderscheiden met Distinguished Service Medal van de Verenigde Staten, de New York State Conspicuous Service Medal, werd Commandeur in de Orde van de Kroon {België) en van dat land ook de Croix de Guerre. Door de Franse regering werd hij benoemd als Commandeur in het Legioen van Eer.
Op grond van zijn opgedane liefde voor Europa bezochten hij en zijn vrouw dit vaak en werden vaak koninklijk ontvangen. 
Met een grote liefde voor het zeilen kon hij ook eens ontsnappen aan het drukke leven waarbij hij in verschillende raden van bestuur zat van een aantal belangrijke Amerikaanse ondernemingen. 
Hij en zijn vrouw zijn begraven in het Vanderbilt familiemausoleum op het Moravisch Kerkhof in New Dorp in het New Yorkse stadsdeel Staten Island.  